# Riu Zanskar
El riu Zanskar és el primer gran afluent que rep l'Indus, igual o major en volum que el riu principal, que flueix completament pel Ladakh, Índia. S'origina al nord-est de l'Himàlaia i drena tant l'Himàlaia com la serralada de Zanskar, a la regió de Zanskar. Flueix cap al nord-est per unir-se al l'Indus prop de Nimo.

## Etimologia
Zanskar (Zangs-kar) significa "coure blanc" o llautó.

## Curs
En els seu tram superior el Zanskar té dues branques principals. El primer d’ells, el Doda, neix a prop del coll de Pensi La, a 4.400 msnm i flueix cap al sud-est per la vall principal de Zanskar, que condueix a Padum, la capital de Zanskar. La segona branca està formada per dos afluents principals coneguts com a riu Kargyag, amb la seva font a prop del Shingo La, a 5.091 msnm; i el riu Tsarap, que neix prop del Baralacha-La. Aquests dos rius s'uneixen per sota del poble de Purne per formar el riu Lungnak (també conegut com a Lingti o Tsarap). El riu Lungnak flueix cap al nord-oest al llarg d'una estreta gorja cap a la vall central de Zanskar, on s'uneix al riu Doda per formar el riu Zanskar. Després, aquest riu pren un curs nord-oriental a través de la gorja de Zanskar fins a unir-se a l'Indus prop de Nimmu.

## Turisme
Els trams inferiors del congost són populars entre els turistes que realitzen viatges en ràfting durant l'estiu. A l'hivern, quan la carretera de Zanskar està tancada per la neu, l'única ruta terrestre cap a Padum és caminant pel riu gelat, una excursió de diversos dies que es ven com una activitat d'aventura anomenada Chadar Trek. Aquesta travessa quedarà obsoleta un cop finalitzi la carretera de Chiling a Padum.